# 南茜·辛纳特拉
南茜·桑德拉·辛纳特拉（英語：Nancy Sandra Sinatra，1940年6月8日—）是一位美国歌手及演员。她是歌手弗兰克·西纳特拉的女儿。她的代表作是1966年发行的《These Boots Are Made for Walkin'》。
其他著名作品还有 《Sugar Town》, 1967年第一名的 《Somethin' Stupid》 (与他父亲的二重唱), 詹姆士·邦德系列电影中 《You Only Live Twice》的标题曲《You Only Live Twice》。与 Lee Hazlewood 有少量的合作，比如 《Jackson》。她1966年翻唱自雪儿的《Bang Bang (My Baby Shot Me Down)》成为昆汀·塔伦蒂诺的电影《杀死比尔》中的序幕曲 。
南茜·辛纳特拉于20世纪六十年代早期开始她的职业生涯，不过最初只在欧洲和日本获得了成功。在1966年的早期，她的歌曲《These Boots Are Made for Walkin》取得了第一名的成绩，这展示了她激昂但十分自然的演艺风格。这也使她大受欢迎，并成为 go-go boots的代名词。在这首歌的音乐录影带中，拥有着蓬松隆起的长发的南茜和另外六个女人身着紧身衣与迷你裙跳舞。这首歌出自 Lee Hazlewood之手,他几乎制作了所有南茜的歌，偶尔还与她合作二重唱作品，包括《Some Velvet Morning》。在1966、1967两年，南茜有13次歌曲都登榜，而这些歌都是以Billy Strange为制作人的。
南茜在六十年代中期还有过一小段演员生涯。其中有与埃尔维斯·普雷斯利联合主演的电影 《Speedway》以及Peter Fonda主演的《The Wild Angels》。